# Kurdstenskvätta
Kurdstenskvätta (Oenanthe xanthoprymna) är en bergslevande tätting som tillhör släktet stenskvättor. Släktet räknades tidigare till familjen trastar, men är numera placerad inom familjen flugsnappare (Muscicapidae). Den häckar i Mellanöstern från sydöstra Turkiet till sydvästra Iran. Tidigare behandlades kurdstenskvättan och persisk stenskvätta (O. xanthoprymna) som en och samma art. Arten är relativt fåtalig, men beståndet anses vara livskraftigt.

## Kännetecken

### Utseende
Kurdstenskvättan är en relativ liten stenskvätta, ungefär 14 centimeter lång. Hjässan och nacken är blekgrå, åtskilda av ett vitt ögonstreck från det svarta ansiktet och den svarta strupen. Ryggen är brungrå och undersidan vit eller gulbrun. Vingarna är kolsvarta. Flankerna och undergumpen är orangefärgad, stjärten vit basalt med ett svart band längst ut. Honan är likartat tecknad, men med dovare färger samt med mörka strupen och ansiktet ersatt av en grå ögonmask.

### Läten
Sången är mörkröstad och kort, en upprepad kvittrig strof med fyra till sex rullande, torra toner. Bland lätena hörs smackande "tschack", smattrande "tjr'r'r'r" och fallande, visslande "tjiyp".

## Utbredning och systematik
Kurdstenskvättan häckar från bergstrakterna i sydöstra Turkiet till sydvästra Iran och flyttar vintertid söderut till Sinaihalvön, östra Egypten och Sudan. Den har påträffats tillfälligt i Cypern, Georgien, Jordanien, Libyen, Oman, Qatar, Syrien och Förenade Arabemiraten. 19 maj 2015 uppehöll sig en kurdstenskvätta i Auvergne, Puy-de-Dôme, Frankrike.
Persisk stenskvätta (Oenanthe chrysopygia) behandlades länge som en underart till kurdstenskvättan på basis av fåglar funna med intermediära karaktärer, vilket tolkades som att arterna hybridisiderade. Dessa individer kan dock istället röra sig om unga kurdstenskvättor.

### Familjetillhörighet
Stenskvättorna ansågs fram tills nyligen liksom bland andra buskskvättor, stentrastar, rödstjärtar vara små trastar. DNA-studier visar dock att de är marklevande flugsnappare (Muscicapidae) och förs därför numera till den familjen.

## Ekologi
Kurdstenskvättan trivs i hedlandskap, öppna sluttningar och halvöken. Den bygger sitt bo bland stenar, i en klippskreva eller under ett klippblock. Honan lägger fyra till fem blåvita ägg med några kastanjefärgade fläckar. Arten lever huvudsakligen av myror och andra små insekter.

## Status och hot
Arten har ett stort utbredningsområde en stabil populationsutveckling. Världspopulationen är ganska liten med uppskattat 12 000 till 40 000 vuxna individer, men inte tillräckligt liten för att kurdstenskvättan ska betraktas som hotad. Utifrån dessa kriterier kategoriserar IUCN arten som livskraftig (LC).